# Gonzalo Camargo
Gonzalo Camargo (Artigas, Uruguay, 16 de febrero de 1991) es un exfutbolista uruguayo. Jugaba de defensa, volante o extremo por la izquierda y su último club fue Rampla Juniors de la Primera División de Uruguay.

## Trayectoria
Su primer club fue el Club Plaza Colonia de Colonia del Sacramento, institución donde realizó las divisionales formativas.

## Clubes
| Club                       | País    | Año         |
| -------------------------- | ------- | ----------- |
| Peñarol                    | Uruguay | 2009 - 2011 |
| Plaza Colonia (cedido)     | Uruguay | 2011        |
| Peñarol                    | Uruguay | 2011 - 2012 |
| Juventud (cedido)          | Uruguay | 2012 - 2013 |
| Rampla Juniors             | Uruguay | 2014 - 2015 |
| Boston River               | Uruguay | 2015 - 2017 |
| Sud América                | Uruguay | 2017        |
| Danubio Fútbol Club        | Uruguay | 2018        |
| Racing Club de Montevideo  | Uruguay | 2019        |
| Venados FC                 | México  | 2019 - 2020 |
| Club Atlético Atenas       | Uruguay | 2020        |
| Plaza Colonia              | Uruguay | 2021        |
| Defensor Sporting          | Uruguay | 2022        |
| Montevideo Wanderers F. C. | Uruguay | 2023-2024   |
| Rampla Juniors F. C.       | Uruguay | 2024        |

## Palmarés

### Como jugador

#### Torneos nacionales
| Título          | Club              | País    | Año  |
| --------------- | ----------------- | ------- | ---- |
| Torneo Apertura | Plaza Colonia     | Uruguay | 2021 |
| Copa Uruguay    | Defensor Sporting | Uruguay | 2022 |

- Datos: Q5882874